# Yōko Fujimoto
Yōko Fujimoto (jap. 藤本 暢子, Fujimoto Yōko; * um 1970) ist eine japanische Badmintonspielerin. 

## Karriere
Yōko Fujimoto wurde 1992 nationale Meisterin in Japan, wobei sie im Mixed mit Katsushi Koga erfolgreich war. Ein Jahr später gewannen beide gemeinsam noch einmal Bronze. Koga startete 1993 und 1994 bei den Japan Open, wobei sie es jeweils bis in die erste Runde des Hauptfelds schaffte.

## Sportliche Erfolge
| Saison | Veranstaltung                | Disziplin | Platz | Name                          |
| ------ | ---------------------------- | --------- | ----- | ----------------------------- |
| 1992   | Japan: Einzelmeisterschaften | Mixed     | 1     | Katsushi Koga / Yōko Fujimoto |
| 1993   | Japan: Einzelmeisterschaften | Mixed     | 3     | Katsushi Koga / Yōko Fujimoto |